# Рид, Дэвид (футболист)
Дэвид Рид (англ. David Reed ) (род. 22 марта 1987) — американский футболист, выступавший за команды НФЛ «Балтимор Рэйвенс» и «Индианаполис Колтс» на позиции уайд ресивера.
Был выбран «Балтимор Рэйвенс» на драфте 2010 года в 5 раунде драфта под номером 156. Победитель Супербоула XLVII. В настоящее время — свободный агент.